# Julio Rodríguez
Julio Rafael Rodríguez Romero (ur. 31 maja 1997) – dominikański zapaśnik walczący w stylu wolnym. Zajął ósme miejsce na igrzyskach panamerykańskich w 2019. Wicemistrz igrzysk Ameryki Środkowej i Karaibów w 2023. Srebrny medalista mistrzostw panamerykańskich w 2024 i brązowy w 2019 i 2021. Wicemistrz panamerykański juniorów w 2016 roku.